# The Dead Files
The Dead Files è un programma televisivo statunitense riguardante investigazioni sul paranormale, che ha debuttato il 23 settembre 2011 su Travel Channel. Il programma mostra il medium Amy Allan e l'ex detective del NYPD Steve DiSchiavi impegnati ad indagare su luoghi che sono ritenuti infestati.

## Puntate
In Italia il programma è ancora inedito.
| Stagione | Puntate | Prima TV originale | Prima TV originale |
| Stagione | Puntate | Inizio             | Fine               |
| -------- | ------- | ------------------ | ------------------ |
| 1        | 22      | 23 settembre 2011  | 11 novembre 2011   |
| 2        | 36      | 9 marzo 2012       | 20 luglio 2012     |
| 3        | 15      | 10 agosto 2012     | 2 agosto 2013      |
| 4        | 21      | 1º novembre 2013   | 31 gennaio 2014    |
| 5        | 22      | 12 giugno 2014     | 3 gennaio 2015     |
| 6        | 19      | 25 aprile 2015     | 2 gennaio 2016     |
| 7        | 19      | 2 aprile 2016      | 17 settembre 2016  |
| 8        | 20      | 4 febbraio 2017    | 16 settembre 2017  |
| 9        | 13      | 3 febbraio 2018    | 8 giugno 2018      |
| 10       | 13      | 15 giugno 2018     | 7 settembre 2018   |
| 11       | 13      | 11 luglio 2019     | 3 ottobre 2019     |
| 12       | 13      | 3 dicembre 2019    | 23 aprile 2020     |
| 13       | 13      | 4 gennaio 2021     | 15 marzo 2021      |
| 14       | 12      | 23 ottobre 2021    | 2 ottobre 2022     |
| 15       | 13      | 1º giugno 2023     | 19 ottobre 2023    |